# Chaiyaphum Province Stadium
Das Chaiyaphum Province Stadium (Thai สนาม จ.ชัยภูมิ) ist ein Mehrzweckstadion in Chaiyaphum in der Provinz Chaiyaphum, Thailand. Es wird derzeit hauptsächlich für Fußballspiele genutzt und ist das Heimstadion des thailändischen Viertligisten Chaiyaphum United FC. Das Stadion hat ein Fassungsvermögen von 2564 Zuschauern. Eigentümer sowie Betreiber ist die Chaiyaphum Provincial Administrative Organization.

## Nutzer des Stadions
| Verein               | Zeitraum der Nutzung |
| -------------------- | -------------------- |
| Chaiyaphum United FC | 2009 bis 2013        |
| Chaiyaphum United FC | 2016 bis heute       |